# Джазовые портреты
Джазовые портреты (яп. ポ－トレイト・イン・ジャズ) — книга японского писателя Харуки Мураками, сборник миниатюрных лирических эссе о джазовых музыкантах.

## История создания книги
В 1992 году японский иллюстратор Макото Вада, ценитель джаза, к своей выставке под названием Jazz написал портреты 20 своих любимых джазовых музыкантов. Их увидел Харуки Мураками, также ценитель джаза, обладатель коллекции в 40 000 виниловых пластинок, в молодости работник и затем владелец джаз-кафе. Писатель решил написать эссе к каждой картине , которые и составили первый том книги, вышедший в 1997 году. К ним добавились ещё шесть музыкантов, портреты которых Макото Вада написал специально для книги.
В 1997 году количество картин увеличилось до 40 и они были представлены на выставке Sing. В 1999 году для выставки Jazz-2 были написаны ещё 20 портретов, причём если для первой выставки художник писал портреты только умерших джазменов, то для второй такого ограничения не было.
Второй том книги вышел так же, как и первый: Мураками отобрал 26 портретов и написал к ним эссе. Портреты трёх джазменов были написаны специально для второго издания книги.
Каждое эссе состоит из собственно эссе, иллюстрации Макото Вадо, краткой биографической справки и рекомендуемого Харуки Мураками альбома с фотографией конверта. В некоторых случаях рекомендуемый Мураками альбом записывался без исполнителя, о ком эссе, например к эссе о Фэтсе Уоллере рекомендуется альбом саксофониста Херба Геллера: Мураками нравится исполнение им композиции Jitterbug Waltz, автором которой является Уоллер.
На русском языке книга вышла в переводе с японского Ивана Логачева:
- Издательство Эксмо. Серия «Мастера современной прозы», 2005 год, 240 с., ISBN 5-699-10865-3
- Издательство Эксмо-пресс. Серия «Мастера современной прозы», 2006 год, 240 с., ISBN 5-699-18440-6
- Издательство Эксмо. Серия «МуракамиМания», 2009 год, 240 с., ISBN 978-5-699-32901-4.

В 2010 году Клуб Игоря Бутмана провёл фестиваль «Джазовые портреты Харуки Мураками», шесть эссе из которого (Арт Блэйки, Нэт Кинг Коул, Луи Армстронг, Modern Jazz Quartet, Чарли Крисчен и Элла Фицджеральд) стали темой фестиваля.
Продюсер, теле- и радиоведущий, член международной ассоциации джазовых журналистов Алексей Коган выпустил двойной CD, содержащий 19 джазовых пьес, отобранных из рекомендованных альбомов, таким образом к книге появилась музыкальная иллюстрация.

## Содержание

### Первый том
| Музыкант           | Инструмент | Рекомендуемый альбом                                                | Год выпуска и номер по каталогу |
| ------------------ | ---------- | ------------------------------------------------------------------- | ------------------------------- |
| Чет Бейкер         | Труба      | Chet Baker Quartet                                                  | Pacific Jazz PJLP-3 (1953)      |
| Бенни Гудмен       | Кларнет    | Benny Goodman Presents: Eddie Sauter Arrangements                   | Columbia CL-523 (1953)          |
| Чарли Паркер       | Саксофон   | Charlie Parker /Dizzy Gillespie — Bird and Diz                      | Verve MGV-8006 (1952)           |
| Фэтс Уоллер        | Фортепиано | Herb Geller — Fire In The West                                      | JLP 1044 (1957)                 |
| Арт Блэйки         | Ударные    | Art Blakey’s Jazz Messengers — Les Liaisons Dangereuses             | Epic LA 16022 (1962)            |
| Стэн Гетц          | Саксофон   | Stan Getz — At Storyville                                           | Roost LP-2209 (1969)            |
| Билли Холидей      | Вокал      | Billie Holiday The Golden Years                                     | Columbia C3L21 (1962)           |
| Кэб Кэллоуэй       | Вокал      | Chu Berry And His Stompy Stevedores                                 | CBS/SONY SOPL-123 (1955)        |
| Чарльз Мингус      | Контрабас  | Pithecanthropus Erectus                                             | Atlantic 1237 (1956)            |
| Джек Тигарден      | Тромбон    | Bobby Hackett — Coast Concert                                       | Capitol T-692 (1956)            |
| Билл Эванс         | Фортепиано | Bill Evans Trio — Waltz For Debby                                   | Riverside RS-9399 (1961)        |
| Бикс Байдербек     | Труба      | Bix Beiderbecke 1927—1929                                           | CBS/SONY 20AP-1804              |
| Кэннонболл Эддерли | Саксофон   | Cannonball Adderley — Live!                                         | Capitol ST-2399(1965)           |
| Дюк Эллингтон      | Фортепиано | Duke Ellington and His Orchestra — In a Mellotone                   | RCA LPM-1364 (1956)             |
| Элла Фицджеральд   | Вокал      | Ella Fitzgerald and Louis Armstrong — Ella And Louis Again (Vol. 2) | Verve MGV-4018 (1957)           |
| Майлс Дейвис       | Труба      | 'Four' & More — Recorded Live In Concert                            | Columbia CL-2453 (1966)         |
| Чарли Крисчен      | Гитара     | Charlie Christian Memorial Album                                    | CBS/SONY 56AP-674-6 (1977)      |
| Эрик Долфи         | Саксофон   | Out There                                                           | Prestige/New Jazz 8252 (1960)   |
| Каунт Бэйси        | Фортепиано | Count Basie Orchestra — Basie in London                             | Verve MGV-8199 (1956)           |
| Джерри Маллиган    | Саксофон   | Gerry Mulligan Quartet — What Is There To Say?                      | Columbia CL-1307 (1959)         |
| Нэт Кинг Коул      | Фортепиано | Nat 'King' Cole and His Trio — After Midnight                       | Capitol W-782 (1956)            |
| Диззи Гиллеспи     | Труба      | At Newport                                                          | Verve MGV-8242 (1956)           |
| Декстер Гордон     | Саксофон   | Homecoming — Live At The Village Vanguard                           | Columbia PG-34650 (1977)        |
| Луи Армстронг      | Труба      | A Portrait of Louis Armstrong 1928                                  | CBS/S0NY 20AP-1466              |
| Телониус Монк      | Фортепиано | Thelonious Monk Quintet — 5 By Monk By 5                            | Riverside RLP-1150 (1959)       |
| Лестер Янг         | Саксофон   | Lester Young-Teddy Wilson Quartet — Pres and Teddy                  | Verve MV-2507 (1956)            |

### Второй том
| Музыкант            | Инструмент | Рекомендуемый альбом                                                          | Год выпуска и номер по каталогу |
| ------------------- | ---------- | ----------------------------------------------------------------------------- | ------------------------------- |
| Сонни Роллинз       | Саксофон   | The Bridge                                                                    | RCA Victor LPM-2527 (1962)      |
| Хорас Сильвер       | Фортепиано | Horace Silver Quintet — Song For My Father                                    | Blue Note BST-84185 (1964)      |
| Чарли Паркер        | Саксофон   | Charlie Parker /Dizzy Gillespie — Bird and Diz                                | Verve MGV-8006 (1952)           |
| Анита О’Дэй         | Вокал      | At Mister Kelly’s                                                             | Verve MGV-2113 (1958)           |
| Modern Jazz Quartet | -          | Concorde                                                                      | Prestige 7005 (1955)            |
| Тедди Уилсон        | Фортепиано | Mr. Wilson (The Fabulous Teddy Wilson At The Piano)                           | Columbia CL748(1955)            |
| Гленн Миллер        | Тромбон    | Music Made Famous By Glenn Miller: Silver Jubilee Album                       | Warner Bros. WS1468 (1962)      |
| Уэс Монтгомери      | Гитара     | Full House                                                                    | Riverside RLP12-434 (1962)      |
| Клиффорд Браун      | Труба      | Clifford Brown and Max Roach — Study In Brown                                 | EmArcy MG-38037 (1955)          |
| Рэй Браун           | Контрабас  | Barney Kessel, Shelly Manne & Ray Brown — Poll Winners Three!                 | Contemporary C-3535 (1960)      |
| Мел Торме           | Вокал      | Mel Tormé with Billy May — Olé Tormé                                          | Verve MGV-2117 (1966)           |
| Шелли Мэнн          | Ударные    | Shelly Manne & His Men — At The Black Hawk Vol. 1                             | Contemporary M3577 (1960)       |
| Джун Кристи         | Вокал      | June Christy & Stan Kenton — Duet                                             | Capitol T656 (1955)             |
| Джанго Рейнхард     | Гитара     | Djangology                                                                    | RCA RGP-1186 (1965)             |
| Оскар Питерсон      | Фортепиано | Jazz At The Philharmonic — Norman Granz' Jazz At The Philharmonic Vol. 16     | Clef MG-VOL.16 (1957)           |
| Орнетт Коулман      | Саксофон   | Town Hall Concert 1962                                                        | ESP-DISK 1006 (1965)            |
| Ли Морган           | Труба      | The Sidewinder                                                                | Blue Note BST-84157 (1963)      |
| Джимми Рашинг       | Вокал      | Little Jimmy Rushing And The Big Brass                                        | Columbia CS-8060 (1958)         |
| Бобби Тиммонс       | Фортепиано | Art Blakey & The Jazz Messengers — Night In Tunisia                           | Blue Note BST-84049 (1960)      |
| Джин Крупа          | Ударные    | Gene Krupa Plays Gerry Mulligan Arrangements                                  | Verve MGV-8292 (1958)           |
| Хэнкок Херби        | Фортепиано | Maiden Voyage                                                                 | Blue Note BST-84195 (1965)      |
| Лайонел Хэмптон     | Вибрафон   | You Better Know It!!!                                                         | Impulse! A-78 (1964)            |
| Херби Мэнн          | Флейта     | Windows Opened                                                                | Atlantic SD 1507 (1968)         |
| Хоуги Кармайкл      | Фортепиано | V-Disc Cats Party/ Vol.1 Featuring Hoagy Carmichael                           | Elec KV-115                     |
| Тони Беннетт        | Вокал      | Ralph Sharon Trio, The — Music For The Late Hours: The Tony Bennett Song Book | Columbia CL-2413 (1965)         |
| Эдди Кондон         | Гитара     | Bixieland                                                                     | Columbia CL 719 (1955)          |
| Jackie and Roy      | Вокал      | Storyville Presents Jackie and Roy                                            | Storyville LP 322 10inch (1955) |
| Арт Пеппер          | Саксофон   | Meets The Rhythm Section                                                      | Contemporary C-3532 (1957)      |
| Фрэнк Синатра       | Вокал      | Swing Easy! And Songs For Young Lovers                                        | Capitol W-587 (1955)            |
| Гил Эванс           | Фортепиано | Helen Merrill with Gill Evans Dream Of You                                    | Mercury SMX-7101 (1956)         |

## Цитаты
В своё время я зачитывался книгами самых разных авторов. Увлекался творчеством многих джазовых исполнителей. В результате роман как литературное произведение ассоциируется у меня со Скоттом Фицджералдом, а джаз — со Стэном Гетцем. Возможно, между ними есть что-то общее. Не спорю, у каждого из них есть и свои недостатки. В конце концов, надо же им было чем-то жертвовать. В противном случае, со временем их красоту бы просто забыли. Именно поэтому я в равной степени ценю в них как красоту, так и недостатки 
 Эссе о Стэне Гетце
Было время, когда я фатально увлекался музыкой Телониуса Монка. Харизматичные звуки — словно кто-то под чудным углом рубил на куски глыбы твердого льда. Каждый раз слушая Монка за роялем, я думал: «Вот это настоящий джаз». Меня это даже как-то внутренне поддерживало. 
 Крепкий черный кофе, пепельница, полная окурков, огромные колонки «JBL», недочитанный роман (Жоржа Батая или Уильяма Фолкнера), первый осенний свитер, холодное одиночество большого города — все эти образы до сих пор ассоциируются у меня с Телониусом Монком. Замечательная картина, практически никак не связанная с реальностью и, тем не менее, твердо отпечатавшаяся в памяти как хорошо снятая фотография.
 Эссе о Телониусе Монке